# Перемога (Днепровский район)
Перемога (укр. Перемога) — село, Подгородненский городской совет, Днепровский район,
Днепропетровская область, Украина.
Код КОАТУУ — 1221411001. Население по переписи 2001 года составляло 341человек, здесь проживает Ярослав Литвин, известный как "lil.tvin".
Президент села Анастасия Литвин
"nxtwwsz"

## Географическое положение
Село Перемога находится на левом берегу реки Кильчень, выше по течению на расстоянии в 3 км расположено село Спасское, ниже по течению на расстоянии в 2 км расположен город Подгородное.
Река в этом месте извилистая, образует лиманы, старицы и заболоченные озёра.
Через село проходит автомобильная дорога Т-0410 и железная дорога, станция Березановка в 6-и км.

## История
- До 1985 года село носило название "Куроедовка"

- 1776-1779 годы  создания деревни Куроедовка.

  По состоянию на май месяц 1785 года, Бригадир Куроедов Алексей Матвеевич имел 2300 десятин удобной земли  и 148 десятин неудобной. Заселена: 108 душ мужского пола и 86 душ женского пола.
По Плану генерального межевания Новомосковского уезда 1790 года, деревня Куроедовка расположена на территории современного СТ Юбилейный 2, на территории СТ Рассвет-1 и Красная шапочка располагались два хутора.   
На карте корпуса военных топографов 1853 года, в деревни Куроедовка было 25 дворов, а также была ветровая мельница и корчма или постоялый двор.
```
  В 1908 году  в с. Куроедовка проживали бывшие помещичьи крестьяне (Временнообязанные крестьяне — бывшие помещичьи крестьяне, получившие личную свободу согласно Положениям Александра Второго от 19 февраля 1861 года, но не выкупившие землю у помещика и потому продолжавшие исполнять оброк или барщину за пользование помещичьей землёй.)
Было: 
```

61 дворов или хозяйств
Население мужского пола 162 человека
Население женского пола  180 человек
На 71 душу было выдано наделов земли по 4 десятины( 4.37 гектаров) 
```
Удобной земли было 236.6 десятин ( 258.4 гектаров)
Неудобной земли 12.98 десятин ( 14.1 гектаров)
```

## Объекты социальной сферы
- Фельдшерско-акушерский пункт
- Два магазина
- Детская площадка